# Чугунов Терентій Кузьмич
Терентій Кузьмич Чугунов (1884, село Березов Вал Аткарського повіту Саратовської губернії, тепер Саратовської області, Російська Федерація — 1960, місто Москва, тепер Російська Федерація) — радянський діяч, голова Саратовського губвиконкому, відповідальний секретар Саратовського губернського комітету ВКП(б). Член Центральної контрольної комісії РКП(б) у 1924—1925 роках. Член ЦВК СРСР 5-го скликання.

## Життєпис
Народився в селянській родині. Закінчив сільську школу.
Член РСДРП з 1903 року. Брав активну участь у революційному русі, був декілька разів заарештований та засланий.
Учасник громадянської війни в Росії.
У 1919 році — голова виконавчого комітету Саратовської міської ради.
З 1921 року — представник Саратовського губернського комітету РКП(б) у місті Хвалинську; голова Саратовської губернської Спілки деревообробників, член президії виконавчого комітету Саратовської губернської ради.
На 1924 рік — у секретаріаті Саратовського губернського комітету РКП(б).
До жовтня 1927 року — голова Саратовської губернської контрольної комісії ВКП(б) — робітничо-селянської інспекції.
4 жовтня 1927 — травень 1928 року — голова виконавчого комітету Саратовської губернської ради.
У травні — 5 вересня 1928 року — відповідальний секретар Саратовського губернського комітету ВКП(б).
З вересня 1928 по 1929 рік — член секретаріату (2-й секретар) Нижньо-Волзького крайового комітету ВКП(б).
З 1929 року перебував на господарській та радянській роботі.
Потім — на пенсії в Москві. 
Помер 1960 року в Москві. Похований на Новодівичому цвинтарі Москви.